# Antoinette van Anhalt-Dessau

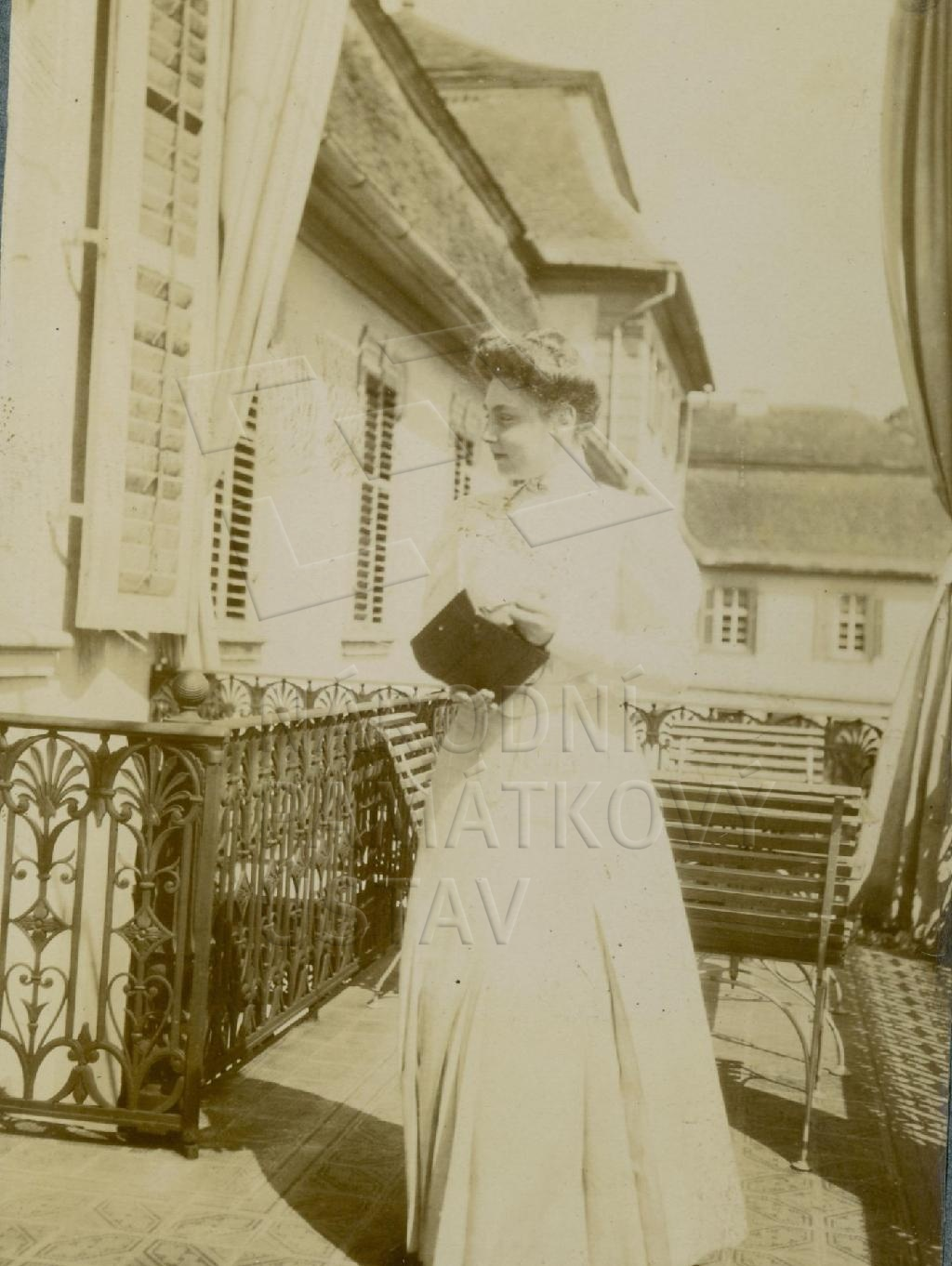
Antoinette van Anhalt-Dessau

Antoinette Anna Alexandra Marie Louise Agnes Elisabeth Auguste Friederike van Anhalt-Dessau (Dessau, 3 maart 1885 – aldaar, 3 april 1963) was een prinses van Anhalt-Dessau uit het huis der Ascaniërs. 
Zij was het enige kind van Leopold van Anhalt-Dessau en Elisabeth Charlotte van Hessen-Kassel. 
Op 26 mei 1909 trad ze in het huwelijk met Frederik van Schaumburg-Lippe, een zoon van Willem Karel van Schaumburg-Lippe en Bathildis van Anhalt-Dessau. Frederik was een paar jaar eerder weduwnaar geworden van Louise Caroline van Denemarken en had al drie kinderen. Frederik en Antoinette kregen nog twee zoons:
- Leopold (1910-2006)
- Willem (1912-1938)